# Oulema erichsonii
Oulema erichsonii – gatunek chrząszcza z rodziny stonkowatych i podrodziny poskrzypek. Zamieszkuje palearktyczną Eurazję.

## Taksonomia
Gatunek ten opisany został po raz pierwszy w 1841 roku przez Eduarda Suffriana.

## Morfologia

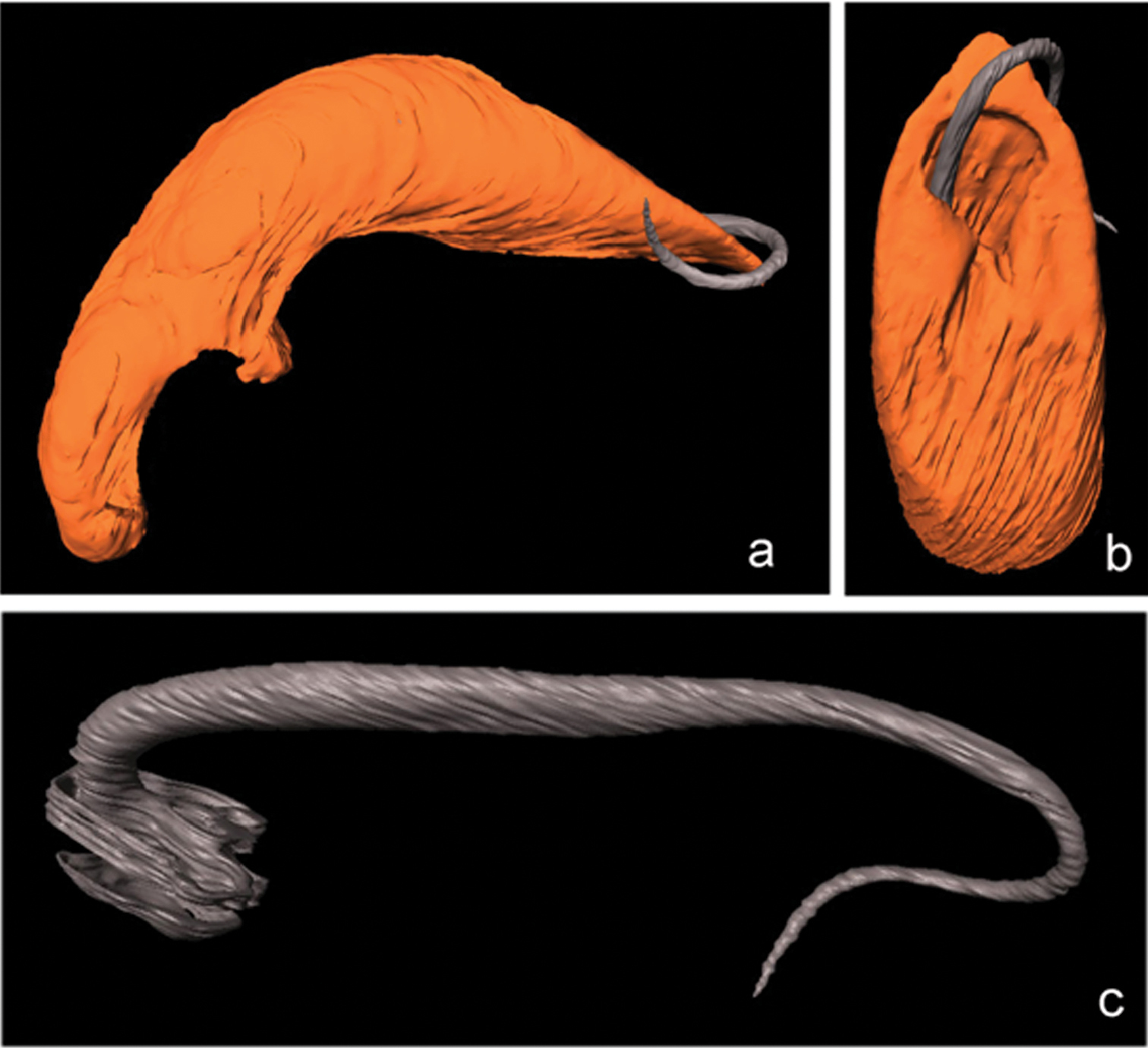
Genitalia samca (skan z tomografu komputerowego). a: płat środkowy edeagusa (prącie) w widoku bocznym, b: szczyt tego płata w widoku grzbietowym, c: flagellum

Chrząszcz o ciele długości od 4 do 4,5 mm, przeciętnie mniej smukłym niż u O. septentrionis. Grzbietowa strona ciała jest metalicznie niebieska z połyskiem zielonym lub czarna z metalicznie zielono lśniącymi bocznymi brzegami przedplecza i pokryw; czułki i odnóża są czarne. Płaskie czoło ma pośrodku długą, płytką bruzdę przechodzącą na ciemię. Wygraniczające czoło linie zbiegają się na przedzie pod kątem rozwartym. Przedplecze ma w tylnej części szeroką, głęboką, poprzeczną bruzdę równomiernie i gęsto pokrytą drobnymi, zwykle lekko wydłużonymi, niekiedy przechodzącymi w zmarszczki punktami. Reszta przedplecza jest płytko i głęboko punktowana. Punktowanie na pokrywach jest delikatne. Genitalia samca cechują się edeagusem węższym niż u O. magistrettiorum, mniej lub bardziej na szczycie zaostrzonym, w widoku bocznym na końcu nieco S-kształtnie wygiętym ku górze, a flagellum dłuższym i silniej poskręcanym niż u O. septentrionis, na wierzchołku delikatnie wyciągniętym.

## Ekologia i występowanie
Owad ten zasiedla podmokłe łąki, mokradła, torfowiska niskie oraz pobrzeża rowów i potoków. Zarówno larwy, jak i postacie dorosłe są fitofagami żerującymi na rukwiach i rzepichach. Aktywne osobniki dorosłe spotyka się głównie w czerwcu i lipcu.
Gatunek palearktyczny. W Europie znany jest z Hiszpanii, Irlandii, Wielkiej Brytanii, Francji, Belgii, Holandii, Luksemburga, Niemiec, Szwajcarii, Austrii, Liechtensteinu, Włoch, Danii, Szwecji, Norwegii, Łotwy, Litwy, Polski, Czech, Słowacji, Węgier, Białorusi, Ukrainy, Rumunii, Bułgarii, Macedonii Północnej, Grecji i europejskiej części Rosji. W Azji podawany jest z syberyjskiej i dalekowschodniej części Rosji, Kazachstanu, Mongolii, północnych Chin i Japonii.